# Liste der SSO-A-Nutzlasten
Die Liste der SSO-A-Nutzlasten führt alle 64 bekannten Satelliten auf, die am 3. Dezember 2018 mit dem Rideshare-Flug SSO-A der Unternehmen Spaceflight Industries und SpaceX in eine Erdumlaufbahn gebracht wurden. Für diese Satelliten wurde jeweils nach dem Start bestätigt, dass sie tatsächlich an Bord der Rakete waren. Der Veranstalter Spaceflight veröffentlichte selbst keine Nutzlastliste, nannte aber eine übereinstimmende Zahl von 64 Satelliten.

## Bestätigte Nutzlasten
In der Format-Spalte ist bei Cubesats die Zahl der Cube-Einheiten angegeben, ansonsten die Masse des Satelliten. Die Masse von Cubesats beträgt typischerweise 1–2 kg pro Einheit. Nicht alle Technologieerprobungssatelliten sind ausdrücklich als solche gekennzeichnet.
| Name                                         | Betreiber                 | Format / Masse    | Funktion                                       | Cospar-ID                        |
| -------------------------------------------- | ------------------------- | ----------------- | ---------------------------------------------- | -------------------------------- |
| AISTechSat-2                                 | AISTech                   | 6 U               | Bahnverfolgung von Schiffen und Luftfahrzeugen | 2018-099L                        |
| Al-Farabi 2                                  | KazNU                     | 3 U               | Technologieerprobung                           | 2018-099AZ 1                     |
| Astrocast 0.1                                | Astrocast                 | 3 U               | Internet der Dinge                             | 2018-099AS                       |
| Audacy 0                                     | Audacy                    | 3 U               | Kommunikation                                  | ?                                |
| Brio                                         | SpaceQuest                | 3 U               | Kommunikation                                  | 2018-099BH                       |
| Capella-1 (Denali)                           | Capella                   | 37 kg             | Radar-Erdbeobachtung                           | 2018-099AK                       |
| Centauri-1                                   | Fleet Space               | 3 U               | Internet der Dinge                             | 2018-099BD                       |
| CSIM-FD                                      | CU Boulder                | 6 U               | Sonnenobservatorium                            | 2018-099AM                       |
| Eaglet 1                                     | OHB                       | 3 U               | Erdbeobachtung                                 | 2018-099AJ                       |
| Enoch                                        | Lacma                     | 3 U               | Kunstwerk                                      | 2018-099V                        |
| ESEO                                         | ESA                       | 40 kg             | Forschung                                      | 2018-099AL                       |
| Eu:CROPIS                                    | DLR                       | 230 kg            | Forschung                                      | 2018-099BB                       |
| Excite (PTB 1)                               | Darpa                     | 155 kg            | Technologieerprobung                           | 2018-099BP                       |
| ExseedSat-1 (VO-96)                          | AMSAT-India               | 1 U               | Amateurfunk                                    | ?                                |
| FalconSat-6                                  | US Air Force              | 181 kg            | Technologieerprobung                           | 2018-099BK                       |
| Flock-3s 1 Flock-3s 2 Flock-3s 3             | Planet Labs               | 3 U               | Erdbeobachtung                                 | 2018-099M 2018-099BR 2018-099AG  |
| Fox-1Cliff (AO-95)                           | AMSAT-NA                  | 1 U               | Amateurfunk                                    | 2018-099N                        |
| Global 2                                     | Spaceflight               | 55 kg             | Erdbeobachtung                                 | 2018-099BG                       |
| Hawk A Hawk B Hawk C                         | HawkEye                   | 13 kg             | Verkehrsüberwachung                            | 2018-099H 2018-099AN 2018-099AT  |
| Hiber 2                                      | Hiber                     | 6 U               | Kommunikation                                  | 2018-099S                        |
| Iceye-X2                                     | Iceye                     | ≈ 80 kg           | Radar-Erdbeobachtung                           | 2018-099AU                       |
| Irvine02                                     | IPSF                      | 6 U               | Lehrsatellit                                   | 2018-099AH 1                     |
| Itasat 1                                     | ITA                       | 6 U               | Erdbeobachtung, Experimente                    | 2018-099AE 1                     |
| JY1Sat (JO-97)                               | mehrere Universitäten     | 1 U               | Amateurfunk                                    | 2018-099AX                       |
| K2Sat                                        | KAFA                      | 3 U               | Erdbeobachtung, Kommunikation                  | ?                                |
| KazSciSat 1                                  | Ghalam                    | 3 U               | Forschung                                      | 2018-099AF                       |
| KazSTSat                                     | Ghalam                    | < 100 kg          | Erdbeobachtung                                 | 2018-099AB                       |
| Knacksat                                     | KMUTNB                    | 1 U               | Amateurfunk                                    | ?                                |
| Landmapper-BC 4 (Corvus-BC4)                 | Astro Digital             | 6 U               | Erdbeobachtung                                 | 2018-099K                        |
| MinXSS 2                                     | CU Boulder                | 3 U               | Sonnenobservatorium                            | 2018-099A                        |
| MOVE-II                                      | TU München                | 1 U               | Technologieerprobung                           | 2018-099Y                        |
| Nextsat 1                                    | KAIST                     | ≈ 100 kg          | Forschung                                      | 2018-099BF                       |
| Orbital Reflector                            | Nevada Museum of Art      | 3 U               | Kunstwerk                                      | ?                                |
| Orbweaver 1 Orbweaver 2                      | Darpa, Tethers Unltd.     | ?                 | Technologieerprobung                           | 2018-099AP 2018-099AD            |
| Polar Scout 1 (Yukon) Polar Scout 2 (Kodiak) | USCG, DHS                 | 6 U               | Schiffsverfolgung (auch ORS-7)                 | 2018-099BC 2018-099G             |
| PW-Sat 2                                     | TU Warschau               | 2 U               | Technologieerprobung                           | 2018-099BJ                       |
| RAAF M1                                      | RAAF                      | 3 U               | Erprobung ADS-B u. A.                          | ?                                |
| Range A Range B                              | Georgia Tech              | 1,5 U             | Technologieerprobung                           | 2018-099Q 2018-099R              |
| SeaHawk-1                                    | UNC                       | 3 U               | Erdbeobachtung                                 | 2018-099BQ                       |
| Elysium Star 2 & Sherpa LFF 2                | Elysium                   | 1 U               | Weltraumbestattung                             | 2018-099C 2                      |
| Sirion Pathfinder 2                          | Astro Digital Helios Wire | 16 U              | Internet der Dinge, Technologieerprobung       | 2018-099B                        |
| SkySat 14 (C12) SkySat 15 (C13)              | Planet Labs               | ≈ 100 kg ≈ 100 kg | Erdbeobachtung                                 | 2018-099AR 2018-099AW            |
| Snuglite                                     | SNU                       | 2 U               | Amateurfunk                                    | 2018-099AC                       |
| Snusat 2                                     | SNU                       | 3 U               | Erdbeobachtung                                 | 2018-099AA                       |
| Spacebee-5 Spacebee-6 Spacebee-7             | Swarm Tech                | 0,25 U            | Technologieerprobung                           | 2018-099BM 2018-099BN 2018-099BL |
| Spawar-Cal-O Spawar-Cal-OR Spawar-Cal-R      | vermutlich U.S. Navy      | 1 U               | vermutlich Reflektoren zu Kalibrierungszwecken | 2018-099J 2018-099W 2018-099U    |
| STPSat-5                                     | SMC                       | ?                 | Forschung                                      | 2018-099E                        |
| Suomi 100                                    | Uni Aalto                 | 1 U               | Erdbeobachtung                                 | 2018-099AY                       |
| Thea                                         | SpaceQuest                | 3 U               | Technologieerprobung                           | 2018-099AQ                       |
| Vesta-1                                      | SSTL                      | 3 U               | Technologieerprobung                           | 2018-099Z                        |
| Visioncube 1                                 | KAU                       | 2 U               | Forschung                                      | ?                                |
| WeissSat-1                                   | Weiss School              | 1 U               | Technologieerprobung                           | ?                                |

## Weitere Cospar-IDs
Die folgenden zwölf Objekte wurden vom Space Surveillance System der U.S. Air Force erkannt und sind im Space-Track-Katalog aufgeführt, konnten aber noch keiner der bekannten Nutzlasten zugeordnet werden: 2018-099D, P, Q, T, X, AE, AH, AV, AZ, BA, BE und BS. Diese Menge muss nicht vollständig sein, da manche Satelliten beim Start verbunden waren und sich erst später in mehrere Objekte trennen sollten.

## Mögliche weitere Nutzlasten
Laut verschiedener Quellen war vorgesehen, dass als Unternutzlast des Darpa-Satelliten Exceed zusätzlich der 22 kg schwere Aufklärungssatellit See Me oder SeeMe transportiert wird. Dieser sollte später von Exceed ausgeworfen werden.
Die Quelle eoPortal nennt zusätzlich den Satelliten Rose 1. Dieser war laut Medienberichten jedoch nicht mit an Bord.
Die Quelle Gunter’s Space Page nennt als mögliche weitere Nutzlast („possibly launched“) den Satelliten BlackHawk der Viasat Inc.